# 溝口舜亮
溝口 舜亮（みぞぐち しゅんすけ、1942年8月25日 - 2016年10月9日）は、東京府出身の俳優。アンクルベイビー所属。

## 人物
1961年に海城中学校・高等学校を卒業後、明治学院大学に入学。在学中の1963年、俳優座養成所第15期生として入所。同期には原田芳雄、太地喜和子、栗原小巻、赤座美代子、前田吟、林隆三、夏八木勲、村井国夫、竜崎勝、地井武男、小野武彦、片岡五郎、浜畑賢吉、秋野太作、高橋長英と、類を見ないほど多くの面々がおり"花の15期"と呼ばれた。
1970年のテレビドラマ『江戸川乱歩シリーズ 明智小五郎』（東映 / 12ch）では主役の探偵・明智小五郎を演じ、知名度を上げた（なお、この番組に出演していた時期のみ滝俊介名義で活動）。刑事ドラマや時代劇での悪役も多くこなした。
2016年10月9日、急性心不全のため死去。74歳没。

## 出演作

### テレビドラマ
- 三匹の侍 第6シリーズ 第2話「噛ませ犬」（1968年、CX） - 与一
- 東京バイパス指令（NTV / 東宝）
  - 第4話「拳銃の秘密」（1968年）
  - 第24話「地獄部屋」（1969年）
- 鞍馬天狗（1969年、NHK）
- 江戸川乱歩シリーズ 明智小五郎（1970年、12ch）- 明智小五郎 ＊滝俊介名義
- 天皇の世紀（1971年、ABC）
- さすらいの狼 第26話「最終回」（1972年、NET / 東映）
- ポーラテレビ小説 吉井川（1972年 - 1973年、TBS） - 倉持壮二郎
- 水戸黄門（TBS / C.A.L）
  - 第4部 第21話「南部鉄瓶由来・盛岡」（1973年） - 嘉平
  - 第5部 第8話「一寸の虫にも五分の魂・金沢」（1974年） - 森誠一郎
  - 第25部 第32話「嫁と認めぬ頑固者 -八戸-」（1997年8月4日） - 野島軍兵衛
  - 第28部 第33話「母子の再会 涙の白洲・赤間関」（2000年） - 影山兵庫
- プレイガール 第266話「ああ!わたし貴方に負けそう」（1974年、12ch / 東映）-  磯谷＊溝口俊介名義
- 太陽にほえろ!（NTV / 東宝）
  - 第98話「手錠」（1974年） - 松沢達夫
  - 第318話「カレーライス」（1978年） - 黒沼の仲間
- Gメン'75（TBS / 東映）
  - 第33話「1月3日 関屋警部補・殉職」（1976年） - 遊佐哲次
  - 第43話「刑法第十一条 絞首刑」（1976年） - 片桐
  - 第65話「真夏の夜の連続女性殺人事件」（1976年） - 庄司保夫
  - 第132話「Gメン 恐怖の四日間」、第133話「死体の首を折る男」（1977年） - 内海甲子雄
  - 第222話「大暴走! バスジャック」、第223話「バスジャック対四人の狙撃者」（1979年） - 大友警部補
  - 第275話「警官の妻たちの連続殺人」（1980年） - 刑事
- 大非常線 第10話「高山刑事死す」（1976年、NET / 東映）
- 非情のライセンス（NET→ANB）
  - 第2シリーズ 第78話「兇悪の花粉」（1976年）- 高橋（三浦組幹部）
  - 第3シリーズ 第16話「兇悪の砂・事故死を運ぶ女」（1980年）
- 大河ドラマ（NHK）
  - 花神（1977年） - 赤根武人
  - 徳川家康（1983年） - 荒川熊蔵
- 快傑ズバット 第7話「悪い風だぜ港町」（1977年、12chB / 東映） - 英次
- 新幹線公安官 第8話（1977年、ANB / 東映）
- 特捜最前線（ANB / 東映）
  - 第20話「刑事を愛した女」（1977年） - 北川弘一刑事
  - 第41話「シクラメンは見ていた!」（1978年）-　浪岡（新聞記者）
  - 第208話「フォーク連続殺人の謎!」（1981年）
  - 第239話「神代警視正の犯罪!」（1981年）
- 大空港（1978年、CX / 松竹） - 新東京空港署・杉枝刑事※セミレギュラー
- ザ・スーパーガール（12ch）
  - 第21話「通り魔パニック・真夜中の恐怖」（1979年）
  - 第30話「襲われた女子大生・恐怖の24時間」（1979年）-　林
  - 第45話「女囚エレジー・愛の終着駅」（1980年） - 谷崎こと江口良一
- 新五捕物帳（1979年、NTV / ユニオン映画）
  - 第55話「江戸の夢 恋のかんざし」 - 前田兵助
  - 第64話「禁じられた十手」 - 辰吉
- ミラクルガール （1980年、12ch / 東映）
  - 第1話「プロ野球のエースを救え・殺人鬼の標的」-　竹田誠
  - 第19話「地上最強の美女対必殺邪拳」
- 大江戸捜査網（TX / 三船プロ）
  - 第471話「天下を狙う闇将軍」（1980年） - 田川文十郎
  - 第592話「少年が襲う! 横浜無宿人狩り」（1983年） - 前田
  - 新・大江戸捜査網（1984年）
    - 第10話「涙の子連れ犯科帳」 - 常吉
    - 第24話「魔の甲州路暴れ旅」 - 伊佐山久蔵
- 関ヶ原（1981年、TBS）
- 新・女捜査官 第10話「海外逃亡の男を待つ温泉町の女」（1983年、ABC / テレパック）
- 素浪人罷り通る（1983年、CX）
- ザ・ハングマン4 第24話「落ちこぼれ小学生が密売組織と勝負する!」（1985年、ABC / 松竹芸能）- 小寺の部下
- スケバン刑事第23話「恐るべき死の爆弾人形!!」（1985年、CX）
- メタルヒーローシリーズ（ANB）
  - 特救指令ソルブレイン 第12話「誕生! 新ドーザー」（1991年） - 田所
  - 特捜エクシードラフト 第11話「炎の超高速ロボ」 - 第18話「パパは嘘つき警官」（1992年） - 一色哲夫（本部長代理）

### 映画
- 無理心中 日本の夏（1967年、創造社）
- ねじ式映画 私は女優（1969年、シネマ・ネサンス）
- ずべ公番長 ざんげの値打もない (1971年、東映）
- 女番長ブルース 牝蜂の逆襲（1971年、東映）
- 黒い牝豹M（1974年、日活）
- 修羅雪姫 怨み恋歌（1974年、東宝）
- 夏の別れ（1981年、東映セントラルフィルム）

### Vシネマ
- 女教師・濡れたピアノの下で（1991年、日本ビデオ映画）
- 令嬢流されて（1991年、日本ビデオ映画）

### 舞台
- 黒いチューリップ
- 雨幻詩狩り
- ヴィクター・ヴィクトリア
- 黙阿弥オペラ
- 深川安楽亭（2011年4月20日 - 24日、座・高円寺2、原作：山本周五郎、劇団ユビキタス・アジェンダ旗揚げ興業） - 幾造 役
- 裏の木戸は開いている（2012年4月19日 - 22日、座・高円寺2、原作：山本周五郎、劇団ユビキタス・アジェンダ第2回公演）- 老人 役